# Révolution de la crédibilité (économie)
La révolution de la crédibilité (en anglais : credibility revolution), appelée aussi le tournant empirique désigne l'amélioration de la fiabilité des tests empiriques en science économique depuis les années 1980 et 1990,.   

## Concept

### Définition
L'expression de révolution de crédibilité est employée à l'origine par deux économistes, Joshua Angrist et Jörn-Steffen Pischke. Dans un article de 2010, ils soulignaient que grâce aux méthodes économétriques, et aux données qui sont aujourd'hui exploitables, l'économie est plus précise que par le passé, et peut fonder dans les faits ses intuitions.
La révolution de la crédibilité est définie comme un affermissement des conclusions des travaux de recherche en science économique sur la base d'une amélioration des protocoles de recherche et de l'accroissement des données traitables. Cette révolution a permis à certains de parler de tournant empirique de l'économie,,,.

### Manifestations
Cette révolution s'incarne de trois manières dans la littérature scientifique en économie. Premièrement, sont devenues bien plus courantes les méthodes quasi-expérimentales ou expérimentales comme les différences-en-différence, des variables instrumentales, la régression sur discontinuité, des expériences naturelles, ou même des expériences randomisées. Ces techniques permettent (en principe) de mieux distinguer corrélation et causalité que celles utilisées massivement auparavant, comme les régressions linéaires multiples ou les VAR.  
Deuxièmement, cette révolution repose sur de meilleures pratiques statistiques, comme celle qui consiste à présenter plusieurs modèles pour réduire les risques de p-hacking. Cette pratique frauduleuse consiste à fouiller les données et à multiplier les tests jusqu'à trouver, par hasard, une corrélation significative. Troisièmement, cette évolution est facilitée par une augmentation de la disponibilité des données, permettant des tests sur des échantillons plus grands.
Cette révolution de crédibilité permet de rapprocher la science économique des sciences médicales, comme l'épidémiologie. De telles méthodes sont parfois également employées dans d'autres sciences sociales, comme la sociologie. 

## Indices de la réalité du phénomène

### Diminution des articles théoriques
La révolution de crédibilité consiste en une augmentation de la part des articles économiques de nature empirique, c'est-à-dire des articles qui ne se consacrent pas ou pas seulement à la théorie économique. Une étude réalisée par Daniel S. Hamermesh en 2010 a passé en revue un échantillon d'articles académiques d'économie publiée entre 1963 et 2011. Elle montre que la part des articles purement théoriques est passée de 51% en 1963 à 20% en 2011.
En 2011, les 80 % restants se partagent en quatre groupes. 34 % des articles sont empiriques, avec une base de données montée spécifiquement pour les besoins de l'article ; 29,9% sont des articles empiriques avec des données empruntées ; 8,8 % des articles sont des articles théoriques avec une simulation au moins ; 8,2 % des articles, enfin, ne sont que des articles d'expérimentation. 
Cela est en rupture radicale avec les articles des années 1960 : 50,7 % étaient théoriques, 8,7 % utilisaient des données montées pour l'occasion de l'article, 39,1 % des articles étaient empiriques avec des données empruntées, et 1,5 % étaient des articles théoriques avec une simulation. Il n'y avait aucun article d'expérimentation.

### Utilisation de nouvelles méthodes
La révolution de la crédibilité passe par l'utilisation de nouvelles méthodes, souvent empruntées aux sciences médicales et expérimentales. Le sujet a fait l'objet d'une étude par Henrik Kleven en 2018. Sur la base d'un échantillon des workings papers publiés par les économistes du National Bureau of Economic Research, il montre une explosion de l'utilisation de méthodes expérimentales. 
Il observe plusieurs tendances nettes. Tout d'abord, la part des articles contenant le mot identification statistique a fortement augmenté, passant de 0 % en 1980 à presque 50 % en 2016. De même, en 1980, la méthode des doubles différences était absente, ou presque, de la littérature, alors qu'en 2016, un article sur quatre la cite.
Enfin, en 2016, les quasi-expériences et expériences naturelles sont citées dans 20 % des articles, et 10 % pour les expériences contrôlées et en laboratoires, contre 0% en 1980. Toutes ces méthodes ont en commun d'être plus fiables que les simples régressions linéaires multiples ou VAR utilisées massivement auparavant. Elles contournent au prix de nouvelles hypothèses des biais comme ceux de la variable omise, de causalité inverse, ou relatifs aux changements de spécifications des modèles.

### Outils disponibles
Dans les années 1980, la démocratisation de la micro-informatique a permis le traitement rapide des données. Dans les années 1990, le développement d'Internet permet d'échanger les données beaucoup plus rapidement. Puis les outils de Big Data autorisent l'utilisation de l'apprentissage automatique et de l'analyse sémantique.

### Exemples

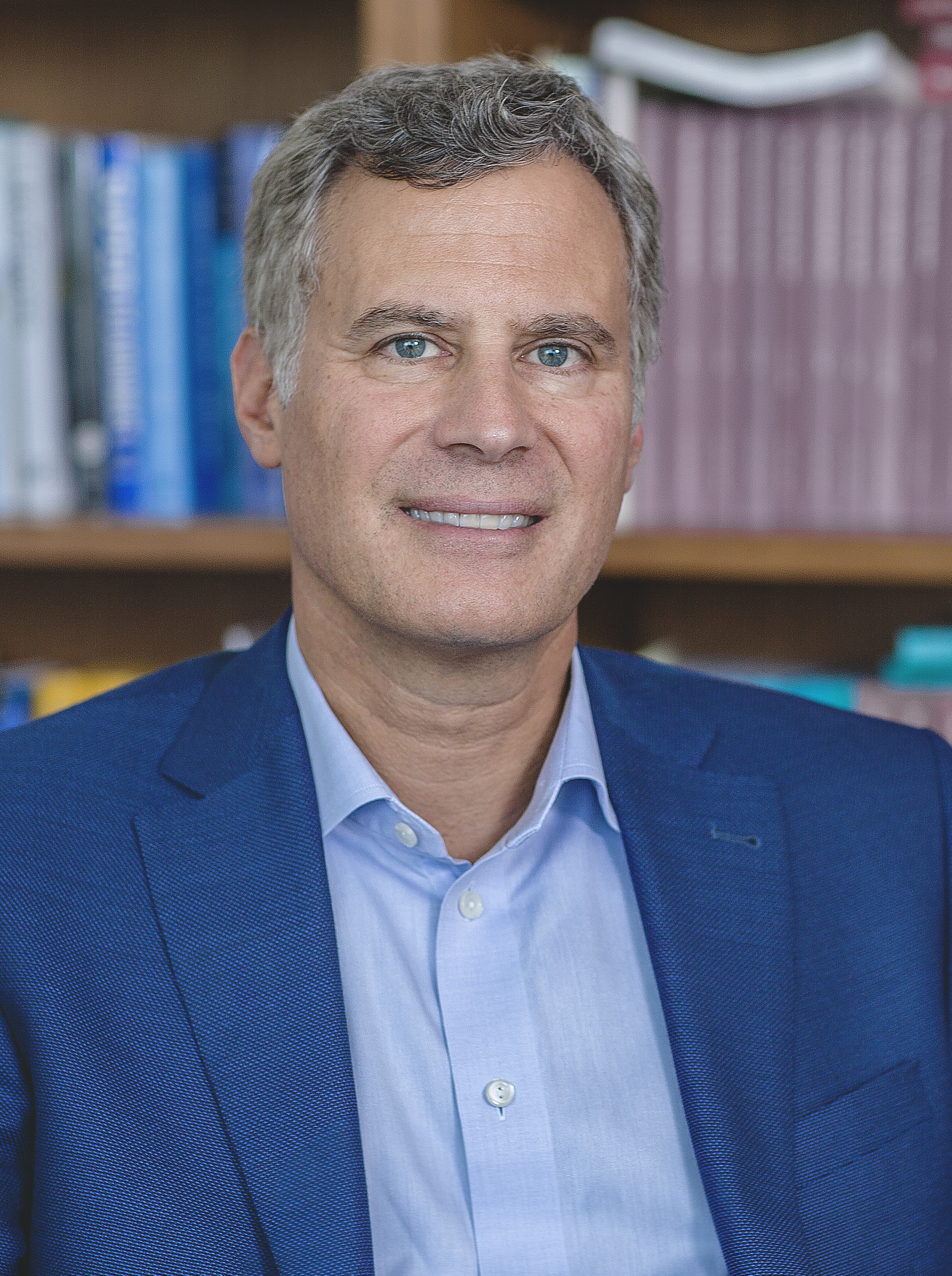
Alan Krueger.

En 1994, David Card et Alan Krueger étudient les effets d'une hausse du salaire minimum sur l'emploi au New Jersey en comparant les conséquences avec la Pennsylvanie voisine où il n'a pas évolué. La théorie prévoyait que la hausse du salaire minimum conduirait à une baisse de l'emploi, ce qui n'a pas eu lieu. Cette découverte a conduit à des travaux empiriques supplémentaires et à repenser le marché du travail, .
David Card étudie ensuite les conséquences de l'immigration de Cubains vers les États-Unis à partir de 1980. La moitié s'installe à Miami. Le chercheur compare alors cette ville avec d'autres villes similaires pour découvrir que les salaires ou l'emploi des natifs ne subissent pas de conséquences négatives du fait de cette immigration.
Joshua Angrist et Alan Krueger évaluent l'impact du nombre d'années d'études sur les revenus ultérieurs aux États-Unis. L'éducation y est obligatoire jusqu'à 16 ans mais l'année scolaire commence à la même date quel que soit le mois de naissance au sein d'une année : les élèves nés en décembre qui quittent l'école à 16 ans bénéficient statistiquement d'une plus grande durée d'école que ceux nés en janvier. L'étude conclut qu'une année scolaire supplémentaire conduit à une hausse des salaires ultérieure de 9 %.

### Prix Nobel 2021

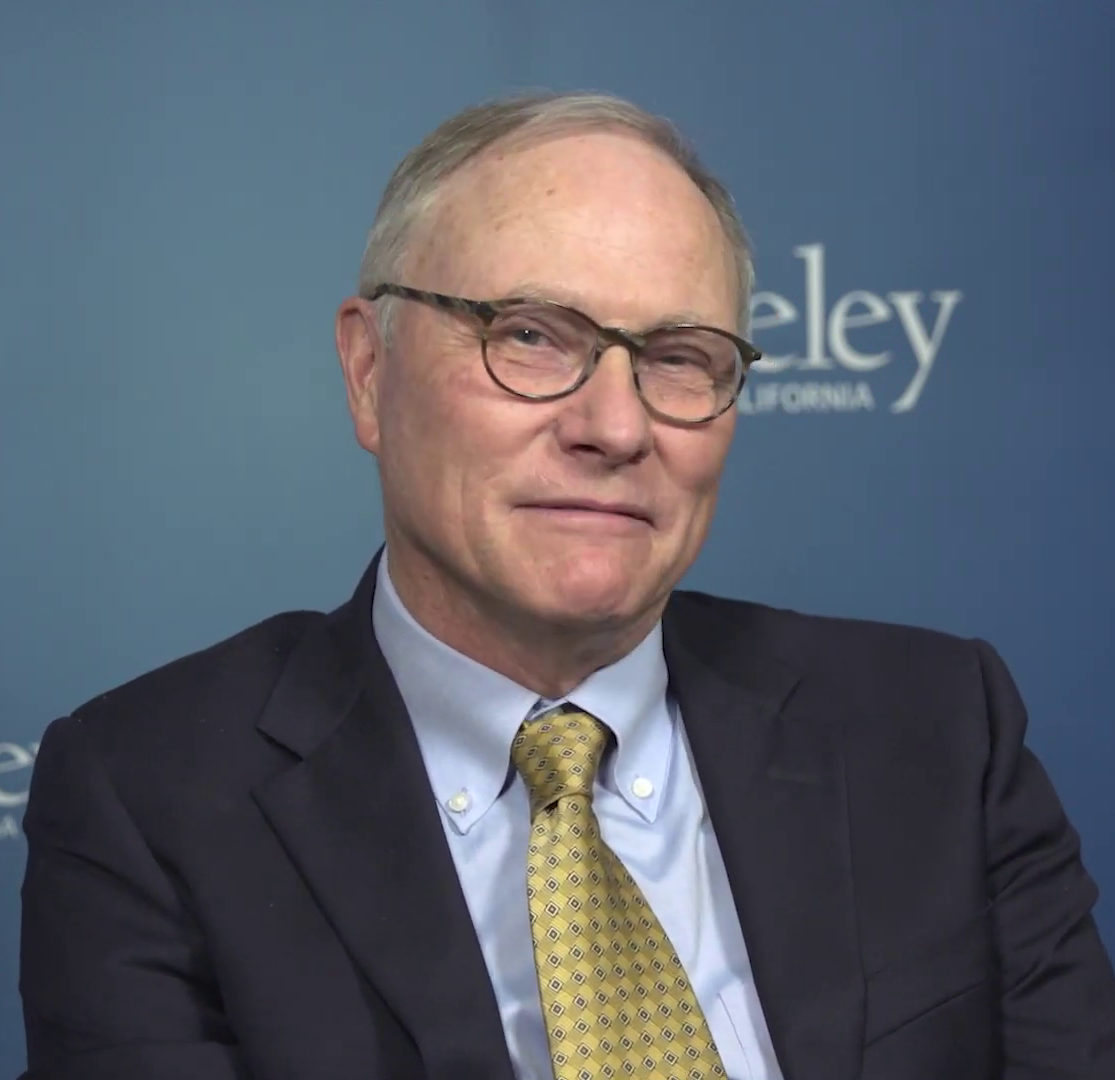
David Card.

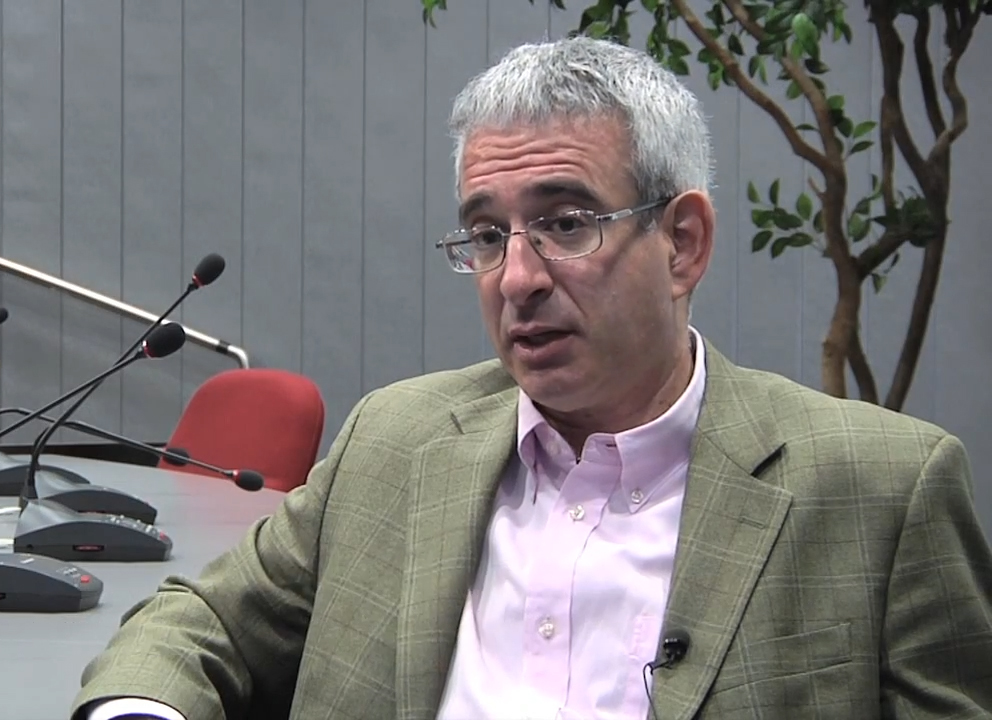
Joshua Angrist.

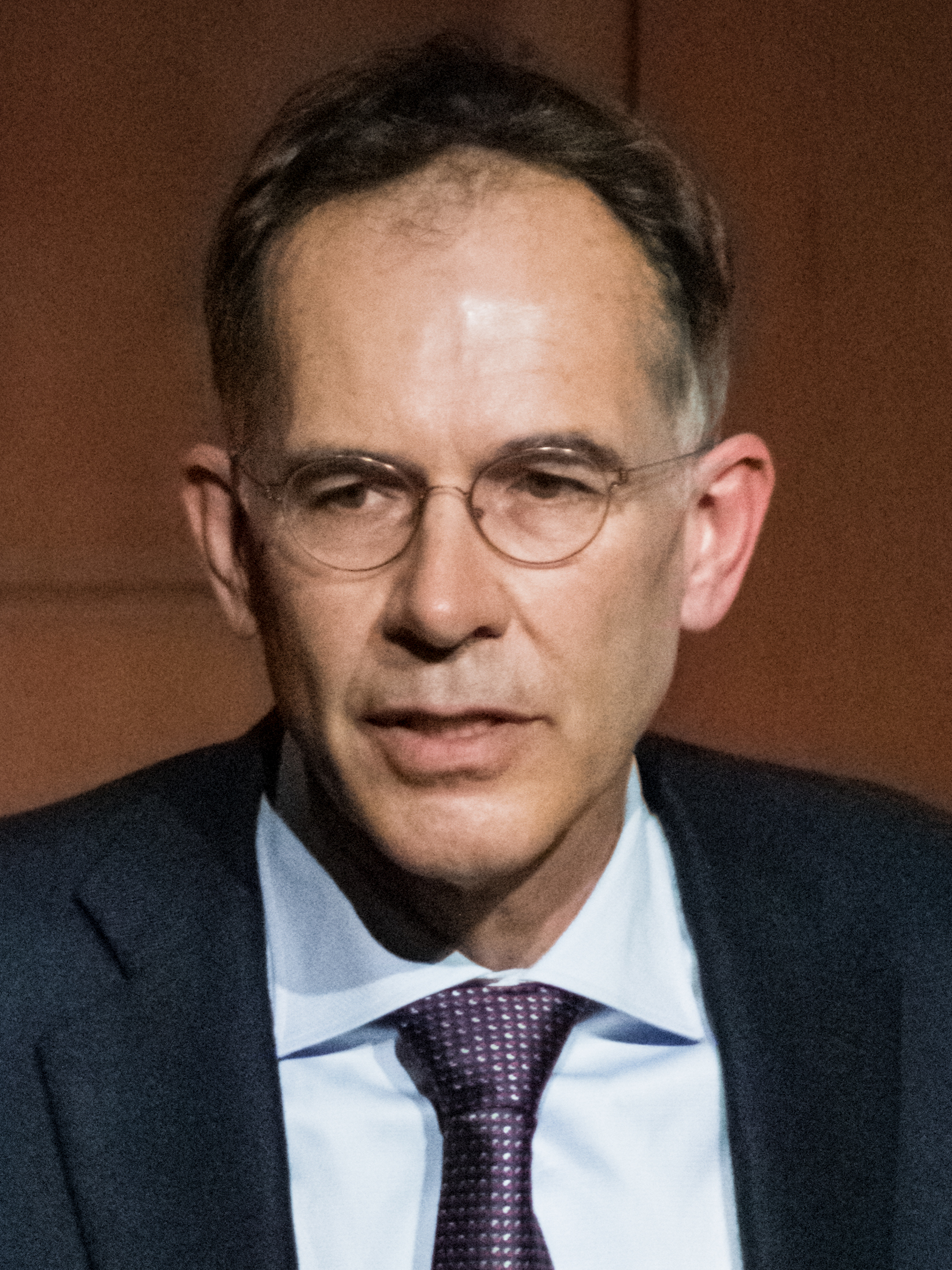
Guido Imbens.

Le prix Nobel d'économie récompense en 2021 David Card, Joshua Angrist et Guido Imbens pour les expériences naturelles et la révolution de la crédibilité,.

## Débats et critiques

### Révolution ou évolution de crédibilité
L'appellation de « révolution de crédibilité » est toutefois contestée. Elle suggère en effet que les économistes ne testaient pas auparavant leurs théories, ce qui est faux. Selon l'historienne de la pensée économique Béatrice Cherrier, cette révolution traduit moins une massification de la recherche empirique en économie qu'une légitimation de celle-ci, qui était autrefois reléguée hors des revues académiques les plus prestigieuses.

### Problèmes de réplication des études
Une autre critique est liée à la solidité des résultats. Bien qu'ils puissent être plus fiables que par le passé, les résultats de ces études empiriques ne sont pas systématiquement reproductibles, un problème qui se pose dans d'autres disciplines expérimentales. Pour s'assurer de la fiabilité d'une étude empirique, elle doit être répliquée à de nombreuses reprises. Les résultats de l'étude initiale et de ses réplications peuvent ensuite être agrégés dans une méta-analyse et traités de manière à éliminer certains biais comme celui de publication pour augmenter encore le niveau de preuve. Ceci constitue toutefois moins une critique qu'une limite, qu'à un appel à la prudence.
Une analyse conduite sur des publications entre 2010 et 2020 ne trouve que 3,3 % d'entre elles suivant le processus. De plus, la place que prennent les commentaires sur les articles dans les revues scientifiques se réduit. En 2015, la Banque centrale des États-Unis ne parvient à reproduire que la moitié des études testées. C'est une manifestation de ce qu'on appelle plus largement dans les sciences la crise de la reproductibilité.

### Abandon des recherches théoriques
Une critique adressée à la révolution empirique tient à la raison pour laquelle la profession économique a préféré se tourner vers une multiplication d'articles empiriques plutôt que vers des articles d'économie théorique fondamentale. La cause serait la nécessité pour les chercheurs de publier un maximum afin d'assurer leur carrière (« publier ou périr »). Ainsi, avides de résultats solides et rapides, les économistes se seraient mis à chercher « des bonnes réponses plutôt que des bonnes questions ». 
En effet, les méthodes susmentionnées sont certes plus fiables, mais elles sont aussi plus faciles à appliquer pour répondre à des questions très précises, et souvent locales, et qui donc éclairent moins notre compréhension générale de l'économie. De nombreuses questions en science économique ne peuvent être réduites à des problèmes locaux. Plutôt que de mieux asseoir la théorie économique sur des preuves, le tournant empirique induirait ainsi une « mort » de celle-ci. En d'autres termes, les économistes préféraient  aujourd'hui ainsi étudier des phénomènes dont l'étude est accessible à leur méthode, mais qui n'intéressent pas le public, plutôt que d'adresser des enjeux actuels bien plus brûlants. Robert Boyer soutient que « la recherche en économie est ainsi passée d'une quête des fondements théoriques à une myriade d'analyses empiriques ».
À cette critique, les deux économistes inventeurs du terme « révolution de crédibilité » répondent que des recherches qui paraissent minimes dans leur portée peuvent apporter des réponses à des grands problèmes. Ils soutiennent que, par exemple, on peut trouver des applications importantes de résultats d'études empiriques dans le domaine des politiques publiques liées au marché du travail. Une étude empirique peut, par exemple, permettre de mesurer de manière fiable la valeur de certains coefficients comme celui de l'élasticité intertemporelle de substitution. On pourrait également citer la mesure de la valeur du multiplicateur budgétaire via l'usage de variables instrumentales,.
Pour Robert Boyer, « Les outils – les mathématiques, les modèles, les statistiques – sont très performants, mais la défaite est totale quant à la construction d’une pensée globale éclairante sur l’économie ».

### Essais aléatoires et validité externe
Certaines critiques, enfin, ciblent plus spécifiques les effets aléatoires. On leur reproche, d'une part, un certain manque de validité externe : une politique testée dans un pays A aura-t-elle un effet comparable dans un pays B ? Généraliser une politique locale à un niveau national peut ne pas donner des effets similaires. D’autre part, il semble difficile de constituer un groupe placebo comme dans les sciences médicales lors d’une expérience aléatoire en économie, même si on peut organiser des essais avec plusieurs bras, plusieurs traitements.  
Les essais randomisés se substitueraient à d'autres méthodes qualitatives intéressantes. Cette méthode est pourtant mise en avant comme la plus fiable, gage de scientificité de la discipline, par exemple par Esther Duflo, co-récipiendaire du prix de la Banque de Suède d'économie en 2019.

### Polémique en France
En France, la parution du livre Le Négationnisme économique par Pierre Cahuc et André Zylberberg provoque la polémique. Les deux auteurs défendent que l'économie est devenue une science expérimentale, ce qui provoque un débat sur la différence entre Orthodoxie et hétérodoxie en économie,.